# Тейшейра, Жуан

Жуан Тейшейра Пинту ( порт. João Teixeira Pinto; 22 марта 1876, Мосамедиш, Португальская Ангола — 25 ноября 1917, Нгомано, Португальский Мозамбик) — офицер португальской колониальной армии. Рыцарь ордена Башни и Меча, участник Первой мировой войны.

## Биография
Был сыном офицера колониальной армии. 
Пинту после обучения в военном училище служил офицером в различных португальских колониях в Африке. Сначала с 1902 по 1911 служил в Португальской Анголе, следуя по стопам своего отца. В Португальской Гвинее он сыграл решающую роль в умиротворении региона Ойо между 1912 и 1916 годами. Между 1913 и 1915 годами Пинту использовал войска аскари для установления португальского правления и подавления сопротивления налогу на хижины путем разрушения деревень и захвата скота, что заставило многих повстанцев бежать в Сенегал. После объявления Португалией войны Германии в 1916 году Пинту был переведен в военную администрацию португальского Мозамбика. В Мозамбике он руководил передвижениями войск и принял командование несколькими наступательными операциями в Германской Восточной Африке в координации как с британской, так и с бельгийской армиями. Восточноафриканская кампания продолжалась, несмотря на то, что большая часть колонии была захвачена. Верховный главнокомандующий Германской империи в Восточной Африке Пауль фон Леттов-Форбек решил противостоять оккупационным армиям, впервые применив современную тактику партизанской войны.

## Битва при Нгомано и смерть
Жуан Пинту был смертельно ранен, сражаясь против немцев при защите форта Нгомано. Португальцы потерпели тяжелое поражение в результате разгрома армии, все командиры погибли в бою, а солдаты либо погибли, либо попали в плен. Всего было убито 25 португальцев и 162 аскари, в то время как на стороне нападавших погибло всего несколько аскари и один немец. 700 военнопленных использовались немцами в качестве носильщиков для перевозки 250 000 патронов, шести пулеметов и нескольких сотен винтовок, которые также были захвачены. Эта столь необходимая победа Германии эффективно пополнила запасы всей армии фон Леттова-Форбека.

## Память
Город Канчунго, находящийся в Гвинее-Бисау, раннее был назван в его честь.